# Konform tid
Konform tid är ett matematiskt grepp som används inom kosmologi för att analysera kausala egenskaper hos rumtiden, som att uttrycka samband mellan avstånd och rödförskjutning och definiera begreppet partikelhorisont.
Inom fysikalisk kosmologi betecknar partikelhorisont det maximala avstånd, som elementarpartiklar kan ha tillryggalagt under loppet av universums ålder för att nå fram till en betraktare. Horisonten representerar därför den del av universum, som vi teoretiskt kan observera just nu.

## Bakgrund
Uttryckt i medflyttande (en. comoving) distans är partikelhorisonten detsamma som konform tid {\displaystyle \eta _{0}}, som har förflutit sedan den förmenta Big Bang, gånger ljushastigheten {\displaystyle c}. Detta avstånd {\displaystyle \eta _{0}} bestäms av:
{\displaystyle \eta _{0}=\int _{t=0}^{t_{0}}{\frac {dt'}{a(t')}}}
där {\displaystyle a(t)} är skalfaktorn i Friedman-Lemaître-Robertson-Walker-metriken, och där Big Bang förutsätts ha inträffat vid {\displaystyle t=0}.
Partikelhorisonten skiljer sig från händelsehorisonten så tillvida, att den förstnämnda är den rumsliga gräns i vissa universa, bortom vilken en observatör inte längre vid en given tidpunkt kan ta emot en ljussignal, medan händelsehorisonten är det största avstånd, till vilket ljus som utsänds nu någonsin kommer att kunna nå en betraktare vid någon framtida tidpunkt. Avståndet till partikelhorisonten, det observerbara universums gräns, anges i miljarder ljusår eller i gigaparsec (Gpc). Det utgör nu omkring 46,5 miljarder ljusår (Gly).
Man kan notera att den gängse metriken i en FLRW-modell behandlar tids- och rumskoordinater olika, så tillvida att tiden inte påverkas av skalfaktorn {\displaystyle a(t)}. Konform tid η definierat som ovan eller genom dt = dη ∙a(t)  avhjälper detta. I en platt rymd utan krökning ser rumtiden likadan ut som gängse Minkowski-rymd gånger faktorn a(η).
Tillvägagångssättet underlättar matematisk beskrivning av kvantfluktuationer vid inflationsskedet såsom evolution i en de Sitter-rumtid och annan alternativ kosmologi.